# Campylomormyrus tshokwe
Campylomormyrus tshokwe es una especie de pez elefante eléctrico en la familia Mormyridae presente en la cuenca del Congo, especialmente en los ríos Kwango y Kasai. Es nativo de Angola y la República Democrática del Congo; puede alcanzar un tamaño aproximado de 290 mm.
Respecto al estado de conservación, se puede indicar que de acuerdo a la IUCN, esta especie puede catalogarse en la categoría «preocupación menor (LC)».